# Península, península (libro)
Península, península es el título de una novela histórica, laureada, del escritor mexicano Hernán Lara Zavala, publicada en México por la casa editorial Alfaguara en 2008. Le valió al autor, entre otros, el Premio Real Academia Española en 2010. 

"Escritor de origen peninsular –de la península de Yucatán– y apasionado lector de literatura inglesa, Lara Zavala practica aquí una singular forma de espiritismo, eligiendo como personaje central de su novela al abogado, político, diplomático, diputado y periodista yucateco Justo Sierra O'Reilly, quien por cierto figura como el primer gran novelista histórico mexicano y quien ha sido estudiado a profundidad por el autor. Así, al “volver a escribir” una novela desaparecida entre los papeles del escritor cuando se incendió su biblioteca en 1857, el novelista contemporáneo resucita a Sierra O’Reilly con el anagrama que utilizaba como seudónimo, José Turrisa, para, inserto en su persona, penetrar en el pasado y reflexionar sobre el presente: “Se preguntó: ¿por qué no inventar una historia ubicada en esta tierra que lo vio nacer, pero en la época actual? La novela podía titularse Península pues así como Walter Scott había ubicado sus novelas en Escocia, él podía ubicarlas en Yucatán... ¿Podía considerarse a la Península de Yucatán como mayor de edad intelectual para aceptar ser el escenario de una novela un tanto épica?"

## Resumen del libro
Los mayas de la península de Yucatán se sublevaron durante la denominada Guerra de Castas contra los blancos criollos y mestizos peninsulares. Usando armas con que habían peleado contra Antonio López de Santa Anna, entonces presidente de México, para defender la soberanía de Yucatán a principios de 1847, iniciaron la rebelión, que en un principio fue aplastada cruelmente con la muerte de Manuel Antonio Ay. A partir de esto, se generalizó el conflicto armado. Los rebeldes encabezados por sus líderes mayas Cecilio Chi y Jacinto Pat, tomaron los poblados de Tepich, Ticul, Tekax y Peto y además la ciudad de Valladolid, entre otras ciudades peninsulares, expulsando y masacrando a muchos blancos y a los mestizos e indios que colaboraban con ellos. En 1848 estuvieron a punto de tomar la ciudad de Mérida, la capital del estado, pero varios factores, algunos de tipo religioso, otros de naturaleza práctica, impidieron la culminación de la revuelta en favor de los indígenas. Sin embargo, la guerra continuó, a veces transformándose en una soterrada lucha de guerrillas, a lo largo de más de cincuenta años, hasta que en 1901, el ejército federal bajo los dictados de Porfirio Díaz, logró recuperar los últimos reductos de los rebeldes en el sur-oriente del estado (Chan Santa Cruz).
La Guerra de Castas, fue un episodio dramático de la historia de Yucatán poco tratado por la literatura mexicana. Península, península, el libro de Hernán Lara Zavala, recrea la historia, novelándola e introduciendo algunos personajes ficticios que acompañan a otros perfectamente reales y reconocibles, para ofrecer una nueva perspectiva histórica del conflicto que se dio, además, simultáneamente con los intentos del estado de Yucatán por defender su soberanía y la visión local del federalismo que había enmarcado su vínculo con la nación mexicana desde los años de la fundación de esa república. Asimismo, la mal llamada guerra de Castas, como conflicto interétnico, se produjo entre tensiones y diferendos políticos regionales entre los grupos de poder en la Península de Yucatán, tensiones que a la postre habrían de escindir territorialmente al estado unificado de aquel entonces, en las tres entidades que hoy configuran la península: Yucatán, Campeche y Quintana Roo. La novela de Lara Zavala transcurre magistralmente por esos avatares y ofrece al lector una visión renovada de aquella época de crisis social y política y una enseñanza de la historia y la circunstancia regional, que resulta singular y aleccionadora.
Península, península es quizá la obra más importante de Lara Zavala, que le valió varios reconocimientos. El propio Carlos Fuentes, escritor mexicano prominente, publicó un elogio al libro de Lara Zavala y se hizo por ello acreedor al Premio González Ruano de periodismo, en 2009.

## Lecturas relacionadas
- La guerra de castas de Yucatán, escrito por Nelson Reed
- El peonaje en las haciendas mexicanas: interpretaciones, fuentes, hallazgos, escrito por Herbert J. Nickel, en la página 68, se describe el tráfico de esclavos (mayas cruzoob) en 1861-71.
- Utopías indias: movimientos sociorreligiosos en México, escrito por Alicia Barabas: La Guerra de Castas pp.172-189.
- Xocén: el pueblo en el Centro de Mundo, escrito por Silvia Terán, Christian Heilskov Rasmussen p.49 en adelante La Guerra de Castas y la Cruz Parlante.
- El bosque sitiado: asaltos armados, concesiones forestales y estrategias de resistencia durante la Guerra de Castas, escrito por Martha Herminia Villalobos González.
- La casta divina, por dentro y por fuera

- Datos: Q2879415